# Berengarius I van Hessengouw
Berengarius I van Hessengouw (ook Berengarius II van Neustrië) (ca. 835 - na 879) was een negende-eeuwse Frankische edelman, die afkomstig was uit Oost-Francië, waar hij graaf was in de Hessengouw. Hij was een zoon van Gebhard (graaf van Lahngouw). 
Met zijn broers, Udo, graaf in de Lahngouw en Waldo, nam hij in 861 deel aan de opstand van Karloman van Beieren tegen Lodewijk de Duitser. De opstand werd neergeslagen en de drie broers vluchtten naar hun familielid Adalhard de Seneschalk, en later met hem naar het hof van de West-Frankische koning Karel de Kale. Deze benoemde Adalhard tot markgraaf van Neustrië tegen de Noormannen.
In 865 vielen Adalhard, Berengarius en zijn broers in ongenade bij Karel de Kale omdat zij de plundering van Saint Denis door de Vikingen niet konden voorkomen. Berengarius keerde terug naar Oost-Francië. 
Zijn dochter Oda werd de echtgenote van Arnulf van Karinthië.